# Copa Libertadores 1983
Navigation
Édition précédente Édition suivante
La Copa Libertadores 1983 est la 24e édition de la Copa Libertadores. Le club vainqueur de la compétition est désigné champion d'Amérique du Sud 1983 et se qualifie pour la Coupe intercontinentale 1983. À noter que les dates de la compétition sont avancées en raison de la tenue de la Copa América 1983 entre les mois d'août et de novembre.
C'est le Grêmio Foot-Ball Porto Alegrense qui remporte le trophée cette année, après avoir battu le tenant du titre, le Club Atlético Peñarol. C'est le tout premier titre continental pour Grêmio, qui dispute sa première finale de Libertadores, contrairement à Peñarol, qui totalise huit apparitions à ce niveau de la compétition (pour un bilan de quatre victoires et quatre échecs). L'attaquant de Peñarol, Arsenio Luzardo est sacré meilleur buteur de la compétition avec un total de huit réalisations.
La compétition conserve le même format que lors de l'édition précédente : les vingt équipes engagées sont réparties en cinq poules (avec pour chaque poule deux clubs de deux pays). Seul le premier de chaque groupe accède au deuxième tour, qui remplace les demi-finales, où ils sont rejoints par le tenant du titre. Deux poules de trois sont formées et le meilleur de chaque poule se qualifie pour la finale, jouée en matchs aller-retour, avec un match d'appui éventuel en cas d'égalité sur les deux rencontres.

## Clubs engagés
- Club Atlético Peñarol - Tenant du titre
- Estudiantes de La Plata - Vainqueur du tournoi Metropolitano 1982
- Club Ferro Carril Oeste - Vainqueur du tournoi Nacional 1982
- Club Bolívar - Champion de Bolivie 1982
- Club Blooming - Vice-champion de Bolivie 1982
- Clube de Regatas do Flamengo - Champion du Brésil 1982
- Grêmio Porto Alegre - Vice-champion du Brésil 1982
- Club de Deportes Cobreloa - Champion du Chili 1982
- CSD Colo-Colo - Vainqueur de la Liguilla pré-Libertadores 1982
- Corporación Deportiva América Cali - Champion de Colombie 1982
- Deportes Tolima - Vice-champion de Colombie 1982
- Club Deportivo El Nacional - Champion d'Équateur 1982
- Barcelona Sporting Club - Vice-champion d'Équateur 1982
- Club Olimpia - Champion du Paraguay 1982
- Club Nacional - Vice-champion du Paraguay 1982
- Club Universitario de Deportes - Champion du Pérou 1982
- Club Alianza Lima - Vice-champion du Pérou 1982
- Club Nacional de Football - 1er de la Liguilla pré-Libertadores 1982
- Montevideo Wanderers - 2e de la Liguilla pré-Libertadores 1982
- Atlético San Cristóbal - Champion du Venezuela 1982
- Deportivo Táchira FC - Vice-champion du Venezuela 1982

## Compétition

### Premier tour
| Rang | Équipe                    | Pts | J | G | N | P | Bp | Bc | Diff |  | Résultats (▼ dom., ► ext.) | Est | Cob | Col | FCO |
| ---- | ------------------------- | --- | - | - | - | - | -- | -- | ---- |  | -------------------------- | --- | --- | --- | --- |
| 1    | Estudiantes de La Plata   | 7   | 6 | 3 | 1 | 2 | 8  | 6  | +2   |  | Estudiantes de La Plata    |     | 2-0 | 4-1 | 0-0 |
| 2    | Club de Deportes Cobreloa | 6   | 6 | 3 | 0 | 3 | 8  | 6  | +2   |  | Club de Deportes Cobreloa  | 3-0 |     | 2-0 | 2-1 |
| 3    | CSD Colo-Colo             | 6   | 6 | 3 | 0 | 3 | 5  | 8  | -3   |  | CSD Colo-Colo              | 1-0 | 2-1 |     | 1-0 |
| 4    | Club Ferro Carril Oeste   | 5   | 6 | 2 | 1 | 3 | 4  | 5  | -1   |  | Club Ferro Carril Oeste    | 1-2 | 1-0 | 1-0 |     |

| Rang | Équipe              | Pts | J | G | N | P | Bp | Bc | Diff |  | Résultats (▼ dom., ► ext.) | Grê | Fla | Bol | Blo |
| ---- | ------------------- | --- | - | - | - | - | -- | -- | ---- |  | -------------------------- | --- | --- | --- | --- |
| 1    | Grêmio Porto Alegre | 11  | 6 | 5 | 1 | 0 | 13 | 4  | +9   |  | Grêmio Porto Alegre        |     | 1-1 | 3-1 | 2-0 |
| 2    | CR Flamengo         | 6   | 6 | 2 | 2 | 2 | 15 | 10 | +5   |  | CR Flamengo                | 1-3 |     | 5-2 | 7-1 |
| 3    | Club Bolívar        | 4   | 6 | 2 | 0 | 4 | 13 | 14 | -1   |  | Club Bolívar               | 1-2 | 3-1 |     | 6-0 |
| 4    | Club Blooming       | 3   | 6 | 1 | 1 | 4 | 4  | 17 | -13  |  | Club Blooming              | 0-2 | 0-0 | 3-0 |     |

| Rang | Équipe                         | Pts | J | G | N | P | Bp | Bc | Diff |  | Résultats (▼ dom., ► ext.)     | ACa | Tol | Uni | Ali |
| ---- | ------------------------------ | --- | - | - | - | - | -- | -- | ---- |  | ------------------------------ | --- | --- | --- | --- |
| 1    | América de Cali                | 10  | 6 | 4 | 2 | 0 | 10 | 3  | +7   |  | América de Cali                |     | 1-1 | 2-0 | 2-0 |
| 2    | Deportes Tolima                | 6   | 6 | 1 | 4 | 1 | 5  | 6  | -1   |  | Deportes Tolima                | 0-2 |     | 1-1 | 0-0 |
| 3    | Club Universitario de Deportes | 4   | 6 | 0 | 4 | 2 | 5  | 8  | -3   |  | Club Universitario de Deportes | 1-1 | 2-2 |     | 0-0 |
| 4    | Club Alianza Lima              | 4   | 6 | 1 | 2 | 3 | 3  | 6  | -3   |  | Club Alianza Lima              | 1-2 | 0-1 | 2-1 |     |

| Rang | Équipe                     | Pts | J | G | N | P | Bp | Bc | Diff |  | Résultats (▼ dom., ► ext.) | SCr | ElN | Bar | Tac |
| ---- | -------------------------- | --- | - | - | - | - | -- | -- | ---- |  | -------------------------- | --- | --- | --- | --- |
| 1    | Atlético San Cristóbal     | 8   | 6 | 3 | 2 | 1 | 8  | 4  | +4   |  | Atlético San Cristóbal     |     | 1-0 | 2-0 | 2-0 |
| 2    | Club Deportivo El Nacional | 7   | 6 | 3 | 1 | 2 | 7  | 4  | +3   |  | Club Deportivo El Nacional | 1-0 |     | 3-1 | 3-0 |
| 3    | Barcelona Sporting Club    | 4   | 5 | 1 | 2 | 2 | 7  | 9  | -2   |  | Barcelona Sporting Club    | 3-3 | 2-0 |     | -   |
| 4    | Deportivo Táchira FC       | 3   | 5 | 0 | 3 | 2 | 1  | 6  | -5   |  | Deportivo Táchira FC       | 0-0 | 0-0 | 1-1 |     |

- La rencontre entre le Barcelona Sporting Club et le Deportivo Táchira FC n'a pas été disputée.

| Rang | Équipe                    | Pts | J | G | N | P | Bp | Bc | Diff |  | Résultats (▼ dom., ► ext.) | Nac | Wan | Nac | Oli |
| ---- | ------------------------- | --- | - | - | - | - | -- | -- | ---- |  | -------------------------- | --- | --- | --- | --- |
| 1    | Club Nacional de Football | 9   | 6 | 4 | 1 | 1 | 12 | 4  | +8   |  | Club Nacional de Football  |     | 1-1 | 4-2 | 3-0 |
| 2    | Montevideo Wanderers      | 9   | 6 | 3 | 3 | 0 | 9  | 5  | +4   |  | Montevideo Wanderers       | 1-0 |     | 3-1 | 0-0 |
| 3    | Club Nacional             | 4   | 6 | 1 | 2 | 3 | 6  | 12 | -6   |  | Club Nacional              | 0-3 | 1-1 |     | 0-0 |
| 4    | Club Olimpia              | 2   | 6 | 0 | 2 | 4 | 3  | 9  | -6   |  | Club Olimpia               | 0-1 | 2-3 | 1-2 |     |

| Match d'appui pour la 1re place | Club Nacional de Football | 2 - 0 | Montevideo Wanderers |  |  |
| 26 mai 1983                     | Luzardo · Aguilera        |       |                      |  |  |

### Deuxième tour
| Rang | Équipe              | Pts | J | G | N | P | Bp | Bc | Diff |  | Résultats (▼ dom., ► ext.) | Grê | Est | ACa |
| ---- | ------------------- | --- | - | - | - | - | -- | -- | ---- |  | -------------------------- | --- | --- | --- |
| 1    | Grêmio Porto Alegre | 5   | 4 | 2 | 1 | 1 | 7  | 6  | +1   |  | Grêmio Porto Alegre        |     | 2-1 | 2-1 |
| 2    | Estudiantes         | 4   | 4 | 1 | 2 | 1 | 6  | 5  | +1   |  | Estudiantes                | 3-3 |     | 2-0 |
| 3    | América de Cali     | 3   | 4 | 1 | 1 | 2 | 2  | 4  | -2   |  | América de Cali            | 1-0 | 0-0 |     |

| Rang | Équipe                    | Pts | J | G | N | P | Bp | Bc | Diff |  | Résultats (▼ dom., ► ext.) | Peñ | Nac | SCr |
| ---- | ------------------------- | --- | - | - | - | - | -- | -- | ---- |  | -------------------------- | --- | --- | --- |
| 1    | Club Atlético PeñarolT    | 7   | 4 | 3 | 1 | 0 | 5  | 1  | +4   |  | Club Atlético Peñarol      |     | 2-0 | 1-0 |
| 2    | Club Nacional de Football | 4   | 4 | 2 | 0 | 2 | 8  | 6  | +2   |  | Club Nacional de Football  | 1-2 |     | 5-1 |
| 3    | Atlético San Cristóbal    | 1   | 4 | 0 | 1 | 3 | 2  | 8  | -6   |  | Atlético San Cristóbal     | 0-0 | 1-2 |     |

### Finale
| 22 juillet 1983 | Club Atlético Peñarol | 1 - 1 | Grêmio Foot-Ball Porto Alegrense | Stade Centenario, Montevideo                   |                                                |
|                 | Morena 70e            |       | 60e Tita                         | Spectateurs : 70 000 Arbitrage : Teodoro Nitti | Spectateurs : 70 000 Arbitrage : Teodoro Nitti |

| 28 juillet 1983 | Grêmio Foot-Ball Porto Alegrense | 2 - 1 | Club Atlético Peñarol | Stade Olímpico Monumental, Porto Alegre             |                                                     |
|                 | Caio 10e · César 76e             |       | 70e Morena            | Spectateurs : 80 000 Arbitrage : Edison Peréz-Núñez | Spectateurs : 80 000 Arbitrage : Edison Peréz-Núñez |

| Vainqueur de la Copa Libertadores 1983         |
| ---------------------------------------------- |
| Grêmio Foot-Ball Porto Alegrense Premier titre |